# Hypothyris daetina
Hypothyris daetina är en fjärilsart som beskrevs av Gustav Weymer 1899. Hypothyris daetina ingår i släktet Hypothyris och familjen praktfjärilar. Inga underarter finns listade i Catalogue of Life.